# تپه و تختگاه پروم
تپه و تختگاه پروم مربوط به دوره اشکانیان است و در شهرستان خاش، بخش ایرندگان، دهستان ایرندگان، شرق شهرک، ۵۰۰ متری جنوب روستای علی‌آباد واقع شده و این اثر در تاریخ ۲۷ اسفند ۱۳۸۶ با شمارهٔ ثبت ۲۲۵۹۸ به‌عنوان یکی از آثار ملی ایران به ثبت رسیده است.